# Rái cá không vuốt châu Phi
Rái cá không vuốt châu Phi (Aonyx capensis) là một loài động vật có vú trong họ Chồn, bộ Ăn thịt. Loài này được Schinz mô tả năm 1821.
Loài rái cá này sinh sống ở khắp khu vực châu Phi cận Sahara, trừ lưu vực Congo và các nơi khô cằn. Chân của loài rái cá này có một phần màng và không có móng vuốt.

## Phân loài
Mammal Species of the World liệt kê sáu phân loài Aonyx capensis:
- A. c. capensis (Schinz, 1821)
- A. c. hindei (Thomas, 1905)
- A. c. meneleki (Thomas, 1903)
- A. c. microdon (Pohle, 1920)
- A. c. philippsi (Hinton, 1921)

Cho đến gần đây, rái cá không vuốt Congo được xem là một phân loài, nhưng giới chức trách hiện nay xem xét đây là một loài riêng biệt A. congicus.

## Hình ảnh

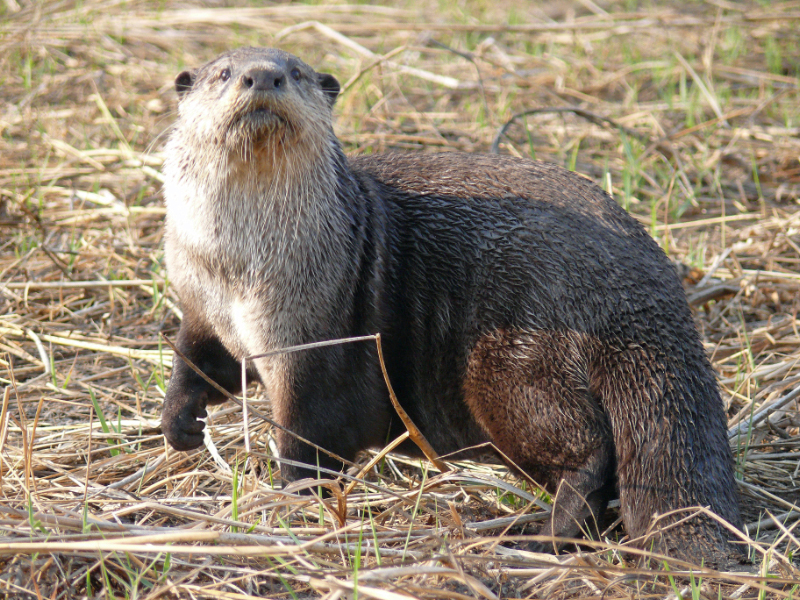
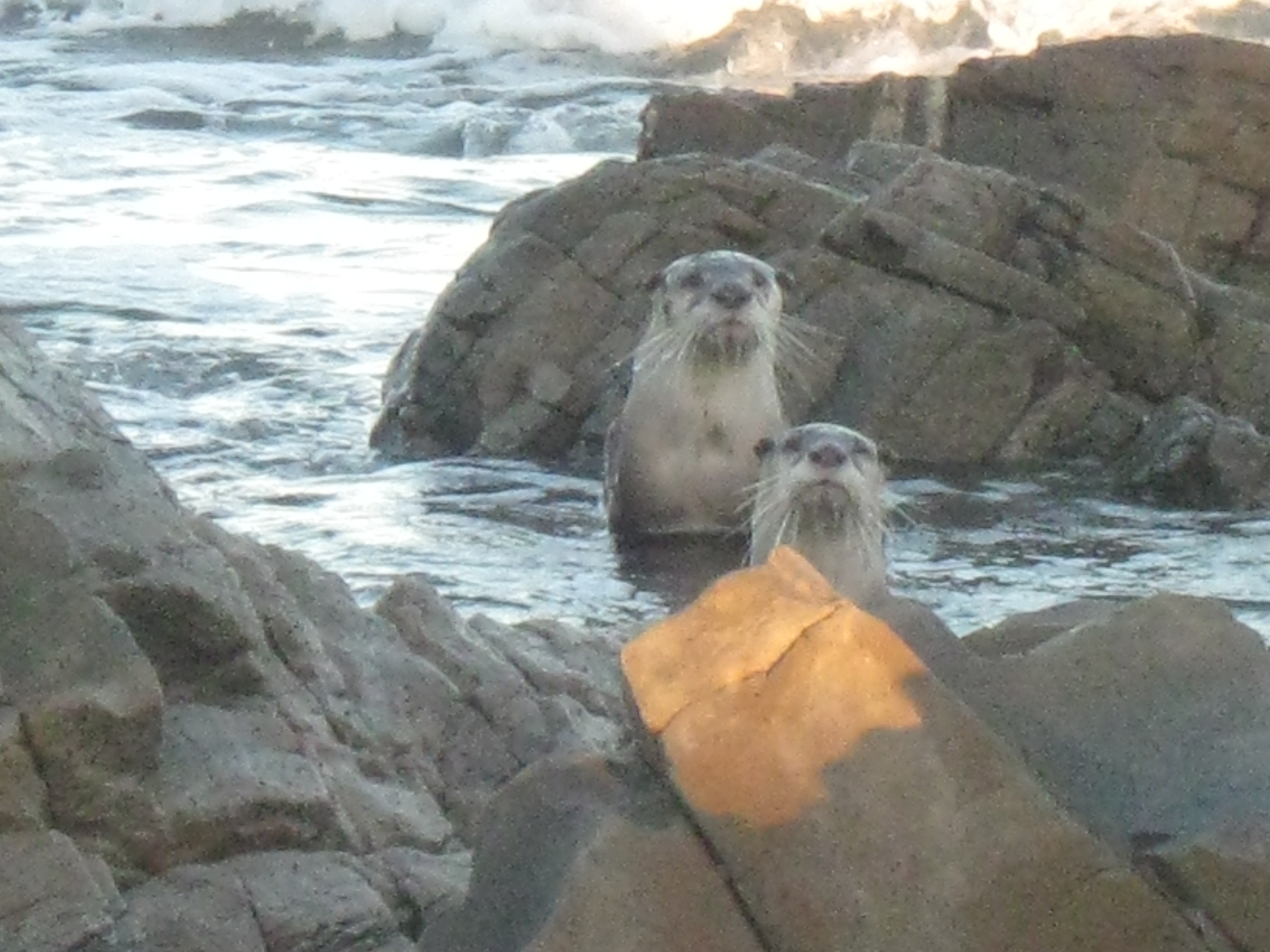